# Uli Hoeness
Pour les articles homonymes, voir Hoeness.
Ulrich Hoeness dit Uli Hoeness, né le 5 janvier 1952 à Ulm, est un ancien footballeur allemand. Joueur professionnel au cours des années 1970, il occupe le poste de manager du Bayern Munich entre 1979 et 2009. Il en devient le président le 27 novembre 2009. Son frère, Dieter Hoeneß, a également joué au Bayern et en équipe nationale.
Il est l'un des meilleurs joueurs ouest-allemands de son époque, indissociable des grands succès de l'équipe de RFA et du Bayern Munich des années 1970. Vainqueur du Championnat d'Europe des nations en 1972 et de la Coupe du monde en 1974, il a aussi remporté trois Coupes d'Europe des clubs champions en 1974, 1975 et 1976.
En 2014, il est condamné à trois ans et demi de prison pour fraude fiscale et incarcéré pendant sept mois.
Il est le président du Bayern Munich de 2009 jusqu'à son retrait fin 2019, il reste au club mais ne candidate pas à sa succession.

## Biographie

### Carrière en clubs
Recruté en 1970 par l'entraîneur Udo Lattek au sein de l'effectif du Bayern Munich, Uli Hoeneß a joué 250 matches de Bundesliga et inscrit 86 buts entre 1970 et 1979. Il a remporté trois coupes des champions en 1974, 1975 et 1976 (il inscrit un doublé lors de la finale de 1974 contre l'Atletico Madrid) et une coupe intercontinentale en 1976.
Sérieusement blessé à un genou lors de la finale de Coupe des clubs champions européens contre le club anglais de Leeds United en 1975, Uli Hoeneß aura du mal à récupérer totalement de cette blessure.
Joueur emblématique du Bayern Munich entre 1970 et 1978, Hoeneß termine sa carrière au FC Nuremberg lors de la saison 1978-1979. Du fait de sa blessure en 1975, il sera contraint de mettre fin à sa carrière assez prématurément, en 1979, alors qu'il n'avait que 27 ans.

### Carrière en sélection
Avec la Mannschaft, ce joueur talentueux est l'un des plus jeunes joueurs de l'équipe à remporter le Championnat d'Europe des Nations en 1972. Il sera surtout champion du monde avec la RFA en 1974. En 1976, lors de la finale de l'Euro, il rate le tir au but décisif qui donne la victoire à l'équipe de Tchécoslovaquie. En sélection, il fut le grand ami de Paul Breitner et formait avec lui un duo exceptionnel.

### Carrière de dirigeant
À la fin de sa carrière de joueur en 1979, Hoeneß devient manager du Bayern Munich. Le 27 novembre 2009, il succède à Franz Beckenbauer à la présidence du club. Le 18 novembre 2018, l'assemblée générale des actionnaires du Bayern Munich entérine son maintien au poste de président jusqu'en 2022.
Uli Hoeneß est très connu pour ses coups de gueule en Bundesliga notamment vis-à-vis des entraîneurs adverses comme Christoph Daum (en 1989 avec Cologne et 2000 avec Leverkusen) et même vis-à-vis des entraineurs du Bayern comme Louis van Gaal.
Il forme avec Franz Beckenbauer et Karl-Heinz Rummenigge le trio de joueurs de légende qui sont les dirigeants du Bayern depuis 15-20 ans.

### Affaires extra-sportives
En 2013, Hoeneß est soupçonné d'avoir dissimulé plus de 10 millions d'euros au fisc et se retrouve au cœur de l'un des plus gros scandales de l'histoire du sport allemand,.
Le 13 mars 2014, le Parquet de Munich le condamne à trois ans et demi de prison pour avoir fraudé le fisc de plus de 28 millions d'euros. Il ne fera par la suite pas appel de la décision. Il est incarcéré le 2 juin 2014.
Sept mois après son incarcération, le 2 janvier 2015, il bénéficie d'un régime de semi-liberté. Il bénéficie d'une liberté conditionnelle puis est libéré le 29 février 2016.

### Sensibilité politique
Hoeneß soutient le parti CDU de la Chancelière allemande Angela Merkel.

## Palmarès

### Avec le Bayern Munich
- Champion de Bundesliga : 1972, 1973, 1974
- Coupe d'Allemagne : 1971
- Coupe d'Europe des clubs champions : 1974, 1975, 1976
- Coupe intercontinentale : 1976

### Avec la RFA
- Coupe du monde : 1974
- Championnat d'Europe des nations : 1972
- 35 sélections et 5 buts entre 1972 et 1976